# Điện Minh
Điện Minh là một phường thuộc thị xã Điện Bàn, tỉnh Quảng Nam, Việt Nam.

## Địa lý
Phường Điện Minh nằm ở trung tâm thị xã Điện Bàn, có vị trí địa lý:
- Phía đông giáp phường Điện Nam Đông và phường Điện Phương
- Phía tây giáp phường Điện An và xã Điện Phong
- Phía nam giáp phường Điện Phương và xã Điện Phong
- Phía bắc giáp các phường Điện Nam Trung, Điện An và Vĩnh Điện.

Phường Điện Minh có diện tích 7,57 km², dân số năm 2022 là 11.558 người, mật độ dân số đạt 1.526 người/km².

## Hành chính
Phường Điện Minh được chia thành 7 khối phố: Bồng Lai, Trung Phú 1, Trung Phú 2, Đồng Hạnh, Khúc Lũy, Uất Lũy, Tân Mỹ.

## Lịch sử
Trước đây, Điện Minh là một xã thuộc huyện Điện Bàn.
Ngày 11 tháng 3 năm 2015, xã Điện Minh trực thuộc thị xã Điện Bàn mới thành lập.
Ngày 13 tháng 2 năm 2023, Ủy ban Thường vụ Quốc hội ban hành Nghị quyết số 727/NQ-UBTVQH15 (nghị quyết có hiệu lực từ ngày 10 tháng 4 năm 2023). Theo đó, thành lập phường Điện Minh trên cơ sở toàn bộ 7,57 km² diện tích tự nhiên và 11.558 người của xã Điện Minh.